# Koptos
Koptos (eller Qift, Keft, arabiska قفط) är en ort i Egypten. Folkmängden uppgår till cirka 30 000 invånare.

## Historia
I det forntida Egypten var Koptos, som då kallades Gebtu, ett viktigt centrum för administration, religion, och handel. Storhetstiden för staden upphörde i samband med att 11:e dynastin gjorde Thebe till ett maktcentrum. Koptos var huvudorten i distriktet Herui. Från Koptos gick det handelsvägar mot de östra porfyrbergen vid Röda havet men också väster ut längs karavanvägarna och längs Nilen.